# Варгашкин, Ростислав Евгеньевич
Ростислав Евгеньевич Варгашкин (род. 2 июня 1933, Улан-Батор) — советский велогонщик, призёр Олимпийских игр. Один из лучших советских велогонщиков в истории. Заслуженный мастер спорта СССР (1960). Заслуженный работник физической культуры Российской Федерации (1997).

## Биография
Родился в 1933 году в Улан-Баторе (Монголия). В 1954 году принял участие в первом для СССР чемпионате мира в спринте, где разделил 5-8 места. В 1956 году участвовал в Олимпийских играх в Мельбурне, где был 9-м в гонках на тандемах. В 1958 году окончил ГЦОЛИФК, выступал за «Буревестник» (Москва) и ЦСК МО. В 1960 году завоевал бронзовую медаль Олимпийских игр в Риме в гите на 1 000 м.
Помимо международных медалей, Ростислав Варгашкин завоевал много наград на чемпионатах СССР:
- 1952 — золотая медаль в командной гонке преследования
- 1953 — золотые медали в спринте и гите
- 1954 — золотые медали в спринте и гите
- 1955 — золотые медали в спринте и гите
- 1957 — золотые медали в спринте, гите и гонках на тандемах
- 1959 — золотая медаль в гонках на тандемах
- 1962 — золотая медаль в командной гонке преследования
- 1963 — золотая медаль в командной гонке преследования

Впоследствии перешёл на тренерскую работу, с 1966 по 1978 годы был главным тренером сборной СССР. Входил в Руководящий комитет Европейского велосипедного союза (1993) и в Международный союз велосипедистов в числе 14 членов от Европы с правом голоса (1993). В 1989—1996 годах был президентом Союза велосипедистов России.

## Награды
- Орден «Знак Почёта» (16.09.1960) — за успешные выступления в XVII летних и VIII зимних Олимпийских играх 1960 года, а также за выдающиеся спортивные достижения[4]